# Ю Велики
Ю Велики (китайски:大禹; пинин: Да Ю; 2200 – 2100 г. пр.н.е) е легендарен владетел в древен Китай, известен с представянето на система за справяне с наводнения, с поставяне началото на династичното
управление в Китай, като основава династията Ся, и с моралния си характер.
Запазени са много малко записки от периода в китайската история когато Ю властва. Поради това, голяма част от информацията за неговия живот и царуване идва от събрани творби на устната традиция и истории, които са се предавали в различни райони в Китай, много, от които са събрани в известните „Записки на великия историк“ на Съма Циен. Ю и други „мъдри царе“ на древен Китай биват възхвалявани от Конфуций и други китайски учители, които хвалят техните добродетели и морал.
Ю е един от малкото китайски владетели удостоен посмъртно с епитета „велики“

## Потекло и ранен живот
Според някои древни китайски записки, Ю е осмият правнук на Хуанди (Жълтият император): бащата на Ю, Гун, е петият правнук на император Джуансю; бащата на Джуансю, Чани, е вторият син на Жълтия император. Смята се, че Ю е роден в планината Уен (китайски: 汶山), в съвременния окръг Бейчуан, провинция Съчуан, въпреки че има дебати, че е роден в Шъфан. Майката на Ю е жена от клана Йоусин носеща името Нюджъ (китайски: 女志) или Нюси (китайски: 女嬉).
Като дете, бащата на Ю, Гун, премества хората на изток към китайската централна област. Цар Яо назначава Гун като владетел на Чун, обикновено определян като средния връх на планината Сун. Вярва се, че Ю израства по склоновете на планината Сун на запад от Жълтата река.
По-късно Ю се жени за жена от планината Ту (китайски: 塗山), която обикновено е наричана Тушан – шъ (китайски: 塗山氏; буквално „Лейди Тушан“). Те имат син на име Ци, чието име буквално означава „откровение“

## Великият Ю контролира водите
По време на управлението на цар Яо, китайската централна област често бива наводнявана, което води до затруднено икономическо и социално развитие. Бащата на Ю е натоварен със задачата да разработи система за контрол на наводненията. Той прекарва повече от девет години в изграждането на серия от диги и язовирни стени по протежението на реката, но всичко това е неефективно, въпреки (или заради) големия брой и размер на тези диги и използването на самостоятелно разширяваща се почва. Като възрастен, Ю продължава работата на баща си и прави внимателно проучване на речните системи в опит да научи, защо големите усилия на баща му се провалят.
Сътрудничейки си с Хоудзи – полу-митичен селскостопански майстор, за когото малко се знае – Ю успешно разработва система за контрол на наводненията, която е решаваща за създаване на благоденствие в централната китайска област. Вместо директно да прегражда потока на реките, Ю създава система от напоителни канали, които освобождават водите при наводнение в полетата. Ю изразходва също много усилия за прокопаване на речните корита. Известно е, че Ю яде и спи с работниците и прекарва повечето си време лично да подпомага работата по прокопаването на тинестите корита на реките по време на 13 те години, за които той приключва проекта. Изкопаването и напояването са успешни и това позволява китайската култура да процъфти по продължението на Жълтата река, река Уей и други водни пътища в централната китайска област. Проектът печели на Ю известност в цял Китай и е посочен в китайската история като „Великият Ю контролира водите“ (китайски: 大禹 治水; пинин: Да Ю Жи Шуи). По-конкретно, Ю води голям брой работници да отворят речен канал в планината Лонмън по поречието на Жълтата река, който и днес е известен с името си „Шлюз Ю“.

### Апокрифни истории
В една митична версия на тази история, представена в творбата на Уан Дзя от 4 век пр.н.е „Шъ И Дзи“, на Ю му помага жълт дракон и черна костенурка (не се отнася непременно за Черната костенурка от китайската митология). Друг местен мит разказва, че Ю създава „Три пролома“ на река Яндзъ в Санмънся отрязвайки планинският хребет с божествена бойна брадва за да контролира наводненията.
Традиционните истории разказват, че Ю жертва голяма част от тялото си в борбата с наводненията. Например, неговите ръце и крака се казва, че са напълно покрити с мазоли. В една история, Ю е женен само от четири дни когато му се възлага задачата да се бори с наводненията. Той се сбогува с жена си и казва, че не знае кога ще се завърне. През 13 те години на наводнения, той преминава край прага на семейството си само три пъти, но всеки път той не влиза вътре в дома си. Първият път когато минава, той чува, че жена му ражда. Вторият път когато той минава, неговият син вече може да извика на баща си. Неговото семейство настоява той да се завърне у дома, но той казва, че е невъзможно, докато наводненията все още продължават. Третият път когато Ю минава, неговият син е на повече от 10 години. Всеки път Ю отказва да дойде на вратата, казвайки, че докато потопът прави безброй много хора бездомни, той не може да спре.